# Famagusta

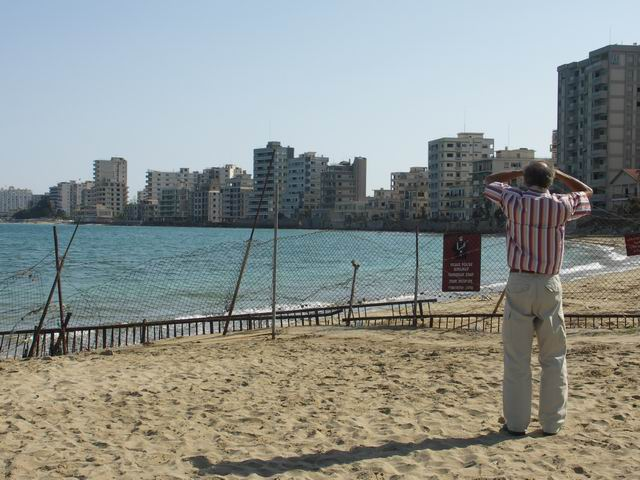
Spökstaden

Famagusta (grekiska: Αμμόχωστος, Ammochostos, klassisk grekiska: Ἀρσινόη, Arsinoe, turkiska: Gazimağusa, italienska: Famagosta) är en stad på Cyperns östra kust i distriktet Famagusta. År 2006 hade Famagusta 35 453 invånare.
Famagusta var tidigare, särskilt under slutet av medeltiden östra medelhavsområdets främsta handelsstad och huvudstad för den över Cypern regerande kungafamiljen Lusignan. Heliga Birgitta skall i sina uppenbarelser ha sagt att staden skulle läggas i ruiner, och av 12 medeltida kyrkobyggnader var i början av 1900-talet 11 övergivna och en förvandlad till moské. Vid denna tid fanns ännu stadsmurarna och gamla hamnen väl bibehållna.
Famagusta har senare blivit väldigt omstritt mellan grek- och turkcyprioter.

## Stadsdelen Varosha
I södra delen av staden ligger stadsdelen Varosha (Varosia, Maras), som fram till 1974 var en turistdestination med hotell, bostadshus och butiker längs stranden. När turkiska militären under sensommaren 1974 invaderade norra Cypern flydde invånarna i panik och Varosha har sedan dess spärrats av helt. Stadsdelen är inhägnad med taggtråd, oljefat och presenningar och hela stadsdelen förbjuden att vistas i. Hotellen faller samman på grund av brist på underhåll och ogräs och kaktusar har tagit över asfalten. Anledningen till att området förfaller är punkt 5 i resolution nr 550 av FN:s säkerhetsråd, antagen 1984, som slår fast att endast invånare i dåvarande Varosha ska få bosätta sig i området igen.
Höghusen i stadsdelen är övergivna men står fortfarande kvar med svarta fasader. Det finns även ej färdigställda byggnader, då arbetskranar står övergivna mitt i stadskärnan.

## Sport
Idrottsklubben Anorthosis Famagusta kommer från staden (men spelar sedan Cypernkrisen 1974 i Larnaca).